# Chirac (Alier)
Chirat-l'Église és un municipi francès, situat al departament de l'Alier i a la regió d'Alvèrnia-Roine-Alps. L'any 2007 tenia 134 habitants.

## Demografia

### Població
El 2007 la població de fet de Chirat-l'Église era de 134 persones. Hi havia 56 famílies de les quals 24 eren unipersonals (12 homes vivint sols i 12 dones vivint soles), 16 parelles sense fills, 12 parelles amb fills i 4 famílies monoparentals amb fills.
La població ha evolucionat segons el següent gràfic:
Habitants censats

### Habitatges
El 2007 hi havia 112 habitatges, 60 eren l'habitatge principal de la família, 45 eren segones residències i 7 estaven desocupats. 106 eren cases i 1 era un apartament. Dels 60 habitatges principals, 49 estaven ocupats pels seus propietaris, 9 estaven llogats i ocupats pels llogaters i 2 estaven cedits a títol gratuït; 1 tenia una cambra, 2 en tenien dues, 7 en tenien tres, 26 en tenien quatre i 25 en tenien cinc o més. 46 habitatges disposaven pel capbaix d'una plaça de pàrquing. A 32 habitatges hi havia un automòbil i a 24 n'hi havia dos o més.

### Piràmide de població
La piràmide de població per edats i sexe el 2009 era:
| Homes | Edats   | Dones |
| ----- | ------- | ----- |
| 0     | 95 o +  | 0     |
| 0     | 90 a 94 | 0     |
| 0     | 85 a 89 | 0     |
| 0     | 80 a 84 | 4     |
| 4     | 75 a 79 | 0     |
| 0     | 70 a 74 | 8     |
| 8     | 65 a 69 | 0     |
| 12    | 60 a 64 | 8     |
| 4     | 55 a 59 | 4     |
| 8     | 50 a 54 | 4     |
| 0     | 45 a 49 | 0     |
| 8     | 40 a 44 | 4     |
| 0     | 35 a 39 | 0     |
| 4     | 30 a 34 | 4     |
| 0     | 25 a 29 | 4     |
| 0     | 20 a 24 | 0     |
| 8     | 15 a 19 | 0     |
| 4     | 10 a 14 | 0     |
| 8     | 5 a 9   | 8     |
| 0     | 0 a 4   | 4     |

## Economia
El 2007 la població en edat de treballar era de 79 persones, 52 eren actives i 27 eren inactives. De les 52 persones actives 50 estaven ocupades (31 homes i 19 dones) i 2 estaven aturades (1 home i 1 dona). De les 27 persones inactives 15 estaven jubilades, 5 estaven estudiant i 7 estaven classificades com a «altres inactius».

### Ingressos
El 2009 a Chirat-l'Église hi havia 57 unitats fiscals que integraven 124 persones, la mediana anual d'ingressos fiscals per persona era de 12.645,5 €.

### Activitats econòmiques
Dels 3 establiments que hi havia el 2007, 1 era d'una empresa de comerç i reparació d'automòbils, 1 d'una empresa d'hostatgeria i restauració i 1 d'una empresa immobiliària.
L'any 2000 a Chirat-l'Église hi havia 19 explotacions agrícoles que ocupaven un total de 1.512 hectàrees.

## Poblacions més properes
El següent diagrama mostra les poblacions més properes.